# Juan Manuel Villalba (futbolista argentino, 2006)
Juan Manuel Villalba (Moreno, Provincia de Buenos Aires, 16 de marzo de 2006) es un futbolista argentino. Juega en la posición de defensor central en Gimnasia y Esgrima La Plata de la Primera División de Argentina.

## Trayectoria
Formado en las divisiones juveniles del Club Vélez Sarsfield, firma el primer contrato profesional a los 16 años como una de las grandes promesas del fútbol argentino.
En enero de 2025, luego de quedar en libertad de acción de Vélez Sarsfield, firma contrato con Gimnasia y Esgrima La Plata de la Primera División de Argentina.
El 15 de marzo de 2025 debutó en la Primera División de Argentina en la derrota 2 a 1 ante Rosario Central en el Torneo Apertura 2025.

## Selección nacional
Fue citado a la Selección de fútbol sub-17 de Argentina en el año 2023 para el torneo mundial de la categoría.
En 2024 disputa varios amistosos con la Selección de fútbol sub-20 de Argentina. En enero de 2025 es convocado por Diego Placente para defender a Argentina en el Sudamericano Sub-20 en Venezuela. 
El 31 de julio de 2025, volvió a ser convocado a la Selección Sub-20 en vistas al Mundial de la categoría.

## Estadísticas
Actualizado al último partido disputado el 07 de agosto de 2025.
| Gimnasia y Esgrima La Plata Argentina | 1.ª           | 2025          | 4 | 0 | 0 | 0 | 0 | 0 | 4 | 0 |
| Gimnasia y Esgrima La Plata Argentina | Total club    | Total club    | 4 | 0 | 0 | 0 | 0 | 0 | 4 | 0 |
| Total carrera | Total carrera | Total carrera | 4 | 0 | 0 | 0 | 0 | 0 | 4 | 0 |
| (1) La copa nacional se refiere a la Copa Argentina y Copa de la Liga Profesional. (2) La copa internacional se refiere a la Copa Sudamericana y Copa Libertadores. |               |               |   |   |   |   |   |   |   |   |